# Mike Chapman
Mike Chapman (Nambour, 13 aprile 1947) è un produttore discografico e cantautore australiano.

## Biografia
Chapman cominciò la sua carriera quando si trasferì in Gran Bretagna dove divenne un membro del gruppo Tangerine Peel. Realizzarono un album nel 1969 e numerosi singoli tra il 1967 e il 1970; nello stesso anno incontrò Nicky Chinn
Durante gli anni settanta si svolse la collaborazione con Chinn, scrivendo e producendo canzoni glam rock di alcuni gruppi e cantanti come gli Smokie e Suzi Quatro, i quali ottennero un notevole successo.
Alla fine degli anni '70 Chapman iniziò a produrre da solo e si spostò negli Stati Uniti. In questo periodo produsse vari album, e in particolare è degno di nota Parallel Lines, il terzo album del gruppo punk rock Blondie, grazie al quale la band ottenne un successo internazionale; in seguito avrebbe prodotto altri tre loro album: Eat to the Beat, Autoamerican e The Hunter Lavorò anche con il gruppo The Knack.
Durante gli anni successivi Chapman continuò a scrivere e produrre numerosi album e singoli.

## Singoli di successo
- 1971:

New World: Tom Tom Turnaround
Sweet: Funny Funny, Co-Co, Alexander Graham Bell
- 1972:

Sweet: Poppa Joe, Little Willy, Wig-Wam Bam
- 1973:

Mud: Crazy, Hypnosis, Dyna-Mite
Suzi Quatro: Can the Can, 48 Crash, Daytona Demon
- 1974:

The Arrows: Touch Too Much
Mud: Tiger Feet, The Cat Crept In, Rocket, Lonely This Christmas
Suzi Quatro: Devil Gate Drive, Too Big, The Wild One
The Sweet: Teenage Rampage, The Sixteens, Turn It Down
- 1975:

Mud: The Secrets That You Keep, Moonshine Sally
Suzi Quatro: Your Mama Won't Like Me
Smokie: If You Think You Know How to Love Me, Don't Play Your Rock ‘N Roll To Me
- 1976:

Smokie: "Something's Been Making Me Blue", "I'll Meet You At Midnight", "Living Next Door To Alice"
- 1977:

Suzi Quatro: Tear Me Apart
Smokie: Lay Back In The Arms Of Someone, It's Your Life, Needles and Pins
- 1978:

Suzi Quatro: The Race Is On, If You Can't Give Me Love, Stumblin’ In (with Chris Norman)
Racey: Lay Your Love on Me
Smokie: For A Few Dollars More, Oh Carol
Exile: Kiss You All Over
- 1979:

Suzi Quatro: She's In Love With You
Racey: Some Girls
- 1982:

Toni Basil: Mickey
- 1983:

Huey Lewis and the News: Heart and Soul
- 1995:

Smokie: Living Next Door To Alice.